# Жумакулов, Аббосбек Фахриддин угли
Аббосбек Жумакулов Фахриддин Угли (узб. Аббосбек Жумакулов Фахриддин Угли; род. 1 июня 1999, Кашкадарьинская область) — узбекистанский футболист, выступавший на позиции полузащитника.

## Карьера

### Карьера в Узбекистане
В 2018 году выступал в самаркандском «Динамо». Дебютировал за основную команду в Про-лиге 21 июня 2018 года против клуба «Машал». Провёл за основную команду клуба 2 матча. В 2019 году выступал в молодёжной команде клуба «Бунёдкора».
В 2020 году выступал в Суперлиге Узбекистана. Дебютировал в чемпионате 28 февраля 2020 года в матче против клуба «Коканд 1912». Провёл за клуб 6 матчей, в которых выходил на замену в концовках матчей. Выходил на поле в амплуа правого защитника и вингера. 
В 2021 году отправился в фарм-клуб «Бунёдкора» — «Бунёдкор-2», который выступает в Первой Лиге. Дебютировал за клуб 11 апреля 2021 года в матче против клуба «Локомотив БФК», где на 32 минуте матча забил свой первый гол, реализованный с пенальти. Стал ключевым игроком команды. В дебютном сезоне вышел на поле в 20 встречах, в которых отличился 4 забитыми голами.

#### Аренда в «Энергетик-БГУ»
В марте 2022 года отправился в аренду в белорусский клуб «Энергетик-БГУ». Дебютировал за клуб 29 мая 2022 года в Высшей Лиге против мозырьской «Славии», выйдя на замену на 82 минуте, а на 84 минуте заработал на себе нарушение в штрафной площади мозырского клуба, после чего его одноклубник Абдукодир Хусанов реализовал пенальти. В конце июля 2022 года покинул клуб. Вернувшись в узбекистанский клуб, футболист в конце 2022 года завершил профессиональную игровую карьеру.